# Adélaïde de Saint-André
 (avril 2018).
Adélaïde de Saint-André (1754-1774) est une fille illégitime du roi Louis XV.

## Biographie
Agathe-Louise de Saint-Antoine de Saint-André, dite Adélaïde de Saint-André
Née le 20 juin 1754 à Paris (baptisée le même jour à Saint-Paul), elle meurt le 6 septembre 1774 (à Paris). Elle est issue d'une relation entre Louis XV et Marie-Louise O'Murphy de Boisfailly (1737-1814) dite la belle Morphise, peinte par François Boucher  en 1752.
Elle fut mariée le 27 décembre 1773 à Paris (au couvent de la Visitation), avec René de La Tour du Pin de La Charce, marquis de La Tour du Pin (1750-1781).
Elle n'a pas laissé de descendance, qui semble être morte lors d'une fausse couche.